# Lijst van rijksmonumenten in Echt-Susteren
De gemeente Echt-Susteren telt 59 inschrijvingen in het rijksmonumentenregister. Hieronder een overzicht.

## Dieteren
De plaats Dieteren telt 1 inschrijving in het rijksmonumentenregister.
| Object                                       | Oorspronkelijke functie? | Bouwjaar    | Architect | Locatie     | Coördinaten?                | Nr.?  | Afbeelding                                   |
| -------------------------------------------- | ------------------------ | ----------- | --------- | ----------- | --------------------------- | ----- | -------------------------------------------- |
| Terrein waarin een kasteelberg de Koppelberg | Archeologisch monument   | middeleeuws |           | Louerstraat | 51° 4' 26" NB, 5° 51' 2" OL | 46045 | Terrein waarin een kasteelberg de Koppelberg |

## Echt
De plaats Echt telt 30 inschrijvingen in het rijksmonumentenregister. Zie Lijst van rijksmonumenten in Echt voor een overzicht.

## Gebroek
De plaats Gebroek telt 1 inschrijving in het rijksmonumentenregister.
| Object        | Oorspronkelijke functie? | Bouwjaar | Architect | Locatie        | Coördinaten?                 | Nr.?  | Afbeelding        |
| ------------- | ------------------------ | -------- | --------- | -------------- | ---------------------------- | ----- | ----------------- |
| Huis de Horst | Boerderij                | 1801     |           | Ruijtersweg 62 | 51° 5' 20" NB, 5° 52' 31" OL | 14262 | Meer afbeeldingen |

## Koningsbosch
De plaats Koningsbosch telt 4 inschrijvingen in het rijksmonumentenregister.
| Object | Oorspronkelijke functie?  | Bouwjaar  | Architect | Locatie                              | Coördinaten?                 | Nr.?   | Afbeelding        |
| --- | ------------------------- | --------- | --------- | ------------------------------------ | ---------------------------- | ------ | ----------------- |
| Bakstenen wegkapelletje op rechthoekige grondslag, met "tuile du Nord" pannen afgedekt naar binnengeknikt zadeldak | Straatmeubilair           | 19e eeuw  |           | Bakstenen wegkapelletje a/d Molenweg | 51° 3' 21" NB, 5° 56' 27" OL | 14255  | Meer afbeeldingen |
| Zusters Kostbaar Bloed: klooster                                                                                   | Klooster, kloosteronderdl | 1874      | J. Kayser | Kerkstraat 119                       | 51° 3' 8" NB, 5° 57' 26" OL  | 525539 | Meer afbeeldingen |
| Zusters Kostbaar Bloed: tuin met muur                                                                              | Tuin, park en plantsoen   | 1874-1912 |           | Kerkstraat bij 119                   | 51° 3' 13" NB, 5° 57' 31" OL | 525540 | Upload foto       |
| Lourdesgrot | Klooster, kloosteronderdl | 1905      |           | Kerkstraat bij 119                   | 51° 3' 10" NB, 5° 57' 25" OL | 525541 | Upload foto       |

## Nieuwstadt
De plaats Nieuwstadt telt 3 inschrijvingen in het rijksmonumentenregister. Zie Lijst van rijksmonumenten in Nieuwstadt voor een overzicht.

## Pey
De plaats Pey telt 2 inschrijvingen in het rijksmonumentenregister.
| Object | Oorspronkelijke functie? | Bouwjaar | Architect      | Locatie                           | Coördinaten?                 | Nr.?  | Afbeelding |
| --- | ------------------------ | -------- | -------------- | --------------------------------- | ---------------------------- | ----- | --- |
| Vier wegkapelletjes, overgebleven uit een reeks van zeven, n.l. de nrs I, II, III en VII, van de zeven voetvallen | Straatmeubilair          | 18e eeuw |                | Vier Wegkappeletjes a/d Bosstraat | 51° 5' 53" NB, 5° 52' 53" OL | 14263 | Vier wegkapelletjes, overgebleven uit een reeks van zeven, n.l. de nrs I, II, III en VII, van de zeven voetvallen |
| Onze-Lieve-Vrouw Onbevlekt Ontvangenkerk                                                                          | Kerk en kerkonderdeel    | 1857     | P.J.H. Cuypers | Kerkstraat Pey                    | 51° 5' 52" NB, 5° 53' 14" OL | 14264 | Meer afbeeldingen                                                                                                 |

## Roosteren
De plaats Roosteren telt 6 inschrijvingen in het rijksmonumentenregister.
| Object | Oorspronkelijke functie? | Bouwjaar                                 | Architect       | Locatie           | Coördinaten?                 | Nr.?   | Afbeelding |
| --- | ------------------------ | ---------------------------------------- | --------------- | ----------------- | ---------------------------- | ------ | --- |
| Jacobus de Meerdere | Kerk en kerkonderdeel    | 1843                                     | J.H.J. Dumoulin | Maasheuvel 12     | 51° 5' 0" NB, 5° 48' 59" OL  | 28656  | Meer afbeeldingen |
| 't Heufken. Huis van mergel en baksteen met speklagen van mergel                                                                                 | Woonhuis                 | 15e eeuw en later                        |                 | Eyckholtstraat 13 | 51° 4' 60" NB, 5° 48' 44" OL | 34950  | 't Heufken. Huis van mergel en baksteen met speklagen van mergel                                                                                 |
| Monumentale hoeve. Schuur en poortvleugel haaks op elkaar onder zadeldaken, uitlopend tegen topgevels met vlechtingen. Woonhuis met ankerjaartal | Boerderij                | 1714 (ankerjaartal) 19e eeuw (gewijzigd) |                 | Eyckholtstraat 21 | 51° 5' 1" NB, 5° 48' 43" OL  | 34951  | Monumentale hoeve. Schuur en poortvleugel haaks op elkaar onder zadeldaken, uitlopend tegen topgevels met vlechtingen. Woonhuis met ankerjaartal |
| Kasteel Ter Borch | Kasteel, buitenplaats    | 18e eeuw                                 |                 | Lanterdijk 6      | 51° 4' 47" NB, 5° 48' 60" OL | 34952  | Meer afbeeldingen |
| Groot huis met wolfdak, segmentboogvensters en een geprofileerde ingangsomraming van hardsteen                                                   | Boerderij                | eerste helft 18e eeuw                    |                 | Maasheuvel 11     | 51° 4' 58" NB, 5° 49' 1" OL  | 34953  | Groot huis met wolfdak, segmentboogvensters en een geprofileerde ingangsomraming van hardsteen                                                   |
| St. Antoniuskapel annex trafohuisje | Kapel                    | 1932                                     |                 | Maasheuvel bij 3  | 51° 4' 59" NB, 5° 49' 4" OL  | 521384 | Meer afbeeldingen |

## Schilberg
De plaats Schilberg telt 1 inschrijvingen in het rijksmonumentenregister.
| Object                 | Oorspronkelijke functie? | Bouwjaar | Architect | Locatie      | Coördinaten?                 | Nr.?  | Afbeelding        |
| ---------------------- | ------------------------ | -------- | --------- | ------------ | ---------------------------- | ----- | ----------------- |
| Onze-Lieve-Vrouwekapel | Kapel                    | 1691     |           | Bosstraat 33 | 51° 5' 53" NB, 5° 52' 53" OL | 14265 | Meer afbeeldingen |

## Sint Joost
De plaats Sint Joost telt 1 inschrijving in het rijksmonumentenregister.
| Object           | Oorspronkelijke functie?  | Bouwjaar | Architect      | Locatie           | Coördinaten?               | Nr.?  | Afbeelding        |
| ---------------- | ------------------------- | -------- | -------------- | ----------------- | -------------------------- | ----- | ----------------- |
| Caulitenklooster | Klooster, kloosteronderdl | 1300     | Th. Krekelberg | Caulitenstraat 12 | 51° 7' 9" NB, 5° 54' 2" OL | 26522 | Meer afbeeldingen |

## Slek
De plaats Slek telt 1 inschrijving in het rijksmonumentenregister.
| Object   | Oorspronkelijke functie? | Bouwjaar | Architect | Locatie                        | Coördinaten?                 | Nr.?  | Afbeelding  |
| -------- | ------------------------ | -------- | --------- | ------------------------------ | ---------------------------- | ----- | ----------- |
| Wegkruis | Gedenkteken              |          |           | Wegkruis op hoek Slekkerstraat | 51° 5' 12" NB, 5° 53' 12" OL | 14266 | Upload foto |

## Susteren
De plaats Susteren telt 9 inschrijvingen in het rijksmonumentenregister. Zie Lijst van rijksmonumenten in Susteren voor een overzicht.
Beek ·
Beekdaelen ·
Beesel ·
Bergen ·
Brunssum ·
Echt-Susteren ·
Eijsden-Margraten ·
Gennep ·
Gulpen-Wittem ·
Heerlen ·
Horst aan de Maas ·
Kerkrade ·
Landgraaf ·
Leudal ·
Maasgouw ·
Maastricht ·
Meerssen ·
Mook en Middelaar ·
Nederweert ·
Peel en Maas ·
Roerdalen ·
Roermond ·
Simpelveld ·
Sittard-Geleen ·
Stein ·
Vaals ·
Valkenburg aan de Geul ·
Venlo ·
Venray ·
Voerendaal ·
Weert